# Wapen van de Brede Watering van Zuid-Beveland

Het wapen van waterschap De Brede Watering van Zuid-Beveland

Het wapen van de Brede Watering van Zuid-Beveland werd op 11 december 1959 per Koninklijk Besluit aan het Zeeuwse waterschap Brede Watering van Zuid-Beveland toegekend. Het wapen bleef tot 1980 in gebruik, dat jaar fuseerde het waterschap tot het Waterschap Noord- en Zuid-Beveland.

## Beschrijving
De blazoenering luidt als volgt:
Van zwart/sabel, beladen met een gans van zilver, gebekt en gepoot van keel. Het schild gedekt door/met een gouden kroon van drie bladeren en twee paarlen.

## Geschiedenis en Symboliek
Het wapen van de Brede Watering van Zuid-Beveland en het wapen van belangrijkste voorganger de Brede Watering Bewesten Yerseke kennen geen enkel verband. Het wapen staat gelijk aan het (nooit officieel vastgestelde) wapen dat ooit door het voormalige eiland Zuid-Beveland werd gevoerd. De gans is ontleed aan het wapen van Goes, waar het waterschap ook zetelde.

## Verwante en vergelijkbare wapens

Heerlijkheidswapen van Zuid-Beveland
Wapen van Goes